# Aiginiakos FC
El Aiginiakos FC es un equipo de fútbol de Grecia que juega en la Gamma Ethniki, la cuarta liga de fútbol más importante del país griego.

## Historia
Fue fundado en el año 1972 en la localidad de Aiginio, en Pieria, donde en sus primeros años los pasó en los niveles amateur de Grecia hasta en la temporada 1989/90, temporada en la que ascendieron a la Gamma Ethniki, aunque solo duraron un año tras quedar últimos en su debut.
En el 2012 ganaron la Copa de Pieria tras derrotar al AE Peristasi 1-0 en la final y se suponía que jugarían en la Delta Ethniki tras ganar el Campeonato de Pieria. Sin embargo, el equipo de la Academia Platamon de la Gamma Ethniki, que ganaron el Grupo 3 de la Delta Ethniki no tuvieron la condición de equipo profesional para jugar ahí, por lo que resolvieron el problema fusionando a la Academia Platamon y al Aiginiakos FC para obtener la licencia.
En la temporada 2012/13 las cosas fueron fáciles para los equipos de la Gamma Ethniki, ya que los primeros 5 equipos de la temporada obtendrían el ascenso a la Beta Ethniki. Aiginiakos obtuvo el cuarto lugar y consiguieron el ascenso por primera vez en su historia.

## Palmarés
- Gamma Ethniki Grupo 1: 1

2016
- Campeonato de Pieria: 4

1996, 1999, 2002, 2012